# Pierre-Frédéric Achard
 (octobre 2015).
Si vous disposez d'ouvrages ou d'articles de référence ou si vous connaissez des sites web de qualité traitant du thème abordé ici, merci de compléter l'article en donnant les références utiles à sa vérifiabilité et en les liant à la section « Notes et références ».
Pour les articles homonymes, voir Achard.
Pierre-Frédéric Achard, né le 4 novembre 1808 à Lyon, et mort le 14 août 1856 à Paris, est un acteur français.

## Biographie
Pierre-Frédéric Achard était le fils d'un ouvrier de l'industrie de la soie à Lyon et lui même fut canut.  Il a d'abord joué plusieurs années dans des théâtres de province à Lyon, Grenoble Saint-Étienne, Roanne, avant de venir à Paris, en 1834. Il suivit les cours du Conservatoire de musique et de déclamation, fut élève de Marco Bordogni et d'Adolphe Nourrit.  Il débuta au Palais-Royal et y créa de nombreux rôles. Il eut aussi l'idée d'introduire de petits intermèdes chantés durant les entractes. Ses chansonnettes lui valurent alors un certain succès.
En 1845, il passa au théâtre du Gymnase, mais revint au Palais-Royal en 1850. Il fit également de longues tournées en province.
Son entrain, sa volubilité excessive lui valurent quelques critiques. Ainsi, Théophile Gautier écrivait à son propos : « La volubilité tourbillonnante et l'activité de toupie en font un des acteurs les plus assourdissants de l'univers. »
Il passait pour être l'acteur le mieux payé du Palais-Royal.
Il eut plusieurs enfants qui firent des carrières artistiques ; Léon Achard, ténor ;  Charles Achard, directeur du Conservatoire de Dijon.

## Carrière
Parmi ses rôles :
- 1839 : Robinson, le brasseur dans Rothomago, revue en un acte d'Hippolyte et Théodore Cogniard, représentée la première fois à Paris le 1er janvier 1839 au théâtre du Palais-Royal : Le père Lalouette[3].
- 1851 : Gaspard dans La Femme qui perd ses jarretières, comédie en un acte de Labiche et Marc-Michel, le 8 février 1851 ;
- 1852 : Belrose dans Une charge de cavalerie, comédie-vaudeville en un acte Labiche et Delacour, le 31 décembre 1852.

Dans Le Figaro du 24 août 1856, on peut lire qu'« aux obsèques d'Achard, ce charmant comique si populaire, on a remarqué, avec peine, l'absence des directeurs du Palais-Royal et d'un trop grand nombre de ses camarades de Paris. Comme excellent homme et comme artiste distingué, Achard avait droit, ce me semble, à plus d'empressement, de leur part, à lui rendre le dernier devoir. »

## Sources et références
1. ↑  Archives de Paris Acte de décès reconstitué dressé dans l'ancien 6e arrondissement, vue 36 / 51
2. ↑  Henry Lyonnet, Dictionnaire des comédiens français, ceux d'hier : biographie, bibliographie, iconographie. t. 1. A-D, Genève, Revue internationale illustrée, 1912, 650 p., p. 2-4
3. ↑  Frères Cogniard, Rothomago, Paris, Marchant, 1839, 16 p. (lire en ligne).

### Iconographie
- Jean-Pierre Dantan, Achard, statuette en plâtre avec, sur le socle, un rébus pour son nom : un « A » sur un char. Paris, musée Carnavalet.